# Mukhtar Mohammed
Mukhtar Mohammed (somalisch Mukhtaar Maxamed; * 1. Dezember 1990 in Qoryooley) ist ein ehemaliger britisch-somalischer Mittelstreckenläufer, der sich auf die 800-Meter-Distanz spezialisiert hat.

## Sportliche Laufbahn
Erste internationale Erfahrungen sammelte Mukhtar Mohammed im Jahr 2011, als er bei den U23-Europameisterschaften in Ostrava in 1:48,01 min die Bronzemedaille über 800 Meter hinter dem Polen Adam Kszczot und Kevin López aus Spanien gewann. Im Jahr darauf schied er bei den Europameisterschaften in Helsinki mit 1:48,84 min im Halbfinale aus und 2013 gewann er bei den Halleneuropameisterschaften in Göteborg in 1:49,60 min die Bronzemedaille hinter dem Polen Adam Kszczot und Kevin López aus Spanien. Im Jahr darauf kam er bei den Hallenweltmeisterschaften in Sopot mit 1:47,59 min nicht über den Vorlauf hinaus und im Juli schied er bei den Commonwealth Games in Glasgow für England startend mit 1:51,91 min im Semifinale aus. 2015 schied er bei den Halleneuropameisterschaften in Prag mit 1:49,75 min in der Vorrunde aus und im Jahr darauf beendete er seine aktive sportliche Karriere im Alter von 26 Jahren.
2014 wurde Mohammed britischer Hallenmeister im 800-Meter-Lauf.

## Persönliche Bestzeiten
- 800 Meter: 1:45,67 min, 26. Juli 2013 in London
  - 800 Meter (Halle): 1:46,58 min, 16. Februar 2013 in Birmingham